# NGC 7653
NGC 7653 is een spiraalvormig sterrenstelsel in het sterrenbeeld Pegasus. Het hemelobject werd op 2 november 1823 ontdekt door de Britse astronoom John Herschel.

## Synoniemen
- UGC 12586
- MCG 2-59-38
- ZWG 431.58
- IRAS 23223+1500
- PGC 71370